# Budaka (district)
Budaka is een district in het oosten van Oeganda. Budaka telde in 2014 ongeveer 207.000 inwoners.
Budaka is in 2005 gevormd en afgesplitst van het district Pallisa. 